# Hovhannes I (ormiański patriarcha Jerozolimy)
Hovhannes I (ur. ?, zm. ?) – w latach 730–758 5. ormiański Patriarcha Jerozolimy.